# Racemobambos pairinii
Racemobambos pairinii är en gräsart som beskrevs av Khoon Meng Wong. Racemobambos pairinii ingår i släktet Racemobambos och familjen gräs. Inga underarter finns listade i Catalogue of Life.